# Сничи и другие истории
«Сничи и другие истории» (англ. The Sneetches and Other Stories) — представляет собой сборник рассказов американского детского писателя Доктора Сьюза, опубликованный в 1961 году. Сборник состоит из четырёх рассказов на темы терпимости, разнообразия и компромисса: «Сничи», «Закс», «Слишком много Дейвов» и «Чего я боялся?». Основываясь на онлайн-опросе, Национальная ассоциация образования включила книгу в список «100 лучших книг для учителей и детей». В 2012 году сборник занял 63-е место среди 100 лучших книг с картинками в опросе, опубликованном в «Журнале школьной библиотеки» — пятой из пяти книг доктора Сьюза в списке.
Первые два рассказа («Сничи» и «Закс») позже были адаптированы вместе с «Зелёными яйцами и ветчиной» в анимационном телевизионном музыкальном выпуске 1973 года ««Доктор Сьюз на свободе»: Сничи, Закс, Зелёные яйца и ветчина», где Ганс Конрид озвучивает рассказчика и обоих Заксов, а Пол Уинчелл и Боб Холт озвучивают Сничей и Сильвестра МакМанки МакБина соответственно.
15 марта 2022 года было объявлено, что «Сничи» будут адаптированы в специальном 45-минутном трёхмерном анимационном фильме, который будет выпущен на стриминговом сервисе Netflix.

## Истории

### Сничи
Первая история сборника рассказывает о группе жёлтых птицеподобных существ, называемых сничами. У части существ имеются зелёная звезда на животе, часть обходится без них. В начале истории снитчи со звёздами дискриминируют и избивают тех, у кого нет звёзд. В сообществе появляется предприниматель Сильвестр МакМанки МакБин, называющий себя Почини-это-Чаппи, и предлагает Сничам без звёзд возможность получить их с помощью машины «Звезда-включатель» за три доллара. Получение звёзд мгновенно становится популярным, но расстраивает оригинальных звёздобрюхих сничей из-за риска потерять особый статус. МакБин рассказывает о своей машине «Звезда-выключатель» за десять долларов, и Снитчи, у которых изначально были звёзды, с радостью платят деньги за их удаление, чтобы оставаться особенными. Тем не менее, МакБин не разделяет предубеждений Снитчей и удаляет через машину  получившим звёзды Снитчам. Противостояние обостряется, когда Снитчи то удаляют, то приобретают звёзды...
Снитчи продолжают заходить то в одну машину, то в другую до тех пор, пока не остаются без гроша в кармане. МакБин становится богатым человеком и удивляется тупости Снитчей. Несмотря на его утверждение: «вы не можете научить снитча», те извлекают полезный урок и понимают, что снитчи с обычным или со звёздным животом не являются лучше или хуже, а могут ладить и быть друзьями. «Снитчи» были задуманы Сьюзом как сатира на дискриминацию между расами и культурами, и были особенно вдохновлены его противодействием антисемитизму.

### Закс
В «Заксе» Закс, идущий на север, и Закс, идущий на юг, встречаются лицом к лицу в прериях Пракса. Каждый просит другого уступить дорогу, но ни один из них не сдвигается с места, говоря, что двигаться другим путём против их воспитания. Поскольку они упрямо отказываются двигаться (на восток, запад или в любом направлении, кроме им соответствующихм направлениям), чтобы пройти мимо друг друга, два Закса затем решают стоят на месте друг  против друга, скрестив руки. Заксы стоят так долго, что в конце концов вокруг них построили эстакаду. История заканчивается тем, что Заксы всё ещё стоят «не сдвинувшись с места» на своём пути.

### Слишком много Дейвов
«Слишком много Дейвов» — очень короткая история о матери, миссис Маккейв, которая назвала всех 23 своих сыновей Дэйвами. Это вызывает небольшие проблемы в семье, и в большинстве рассказов перечислены необычные и забавные имена, которые она хотела бы дать им, такие как «Бодкин Ван Хорн», «Ху Фус», «Снимм», «Горячий выстрел», Шадрак», «Пухлый», «Вонючий», «Путт-Путт», «Баффало Билл», «Оливер Боливер Батт», «Биффало Бафф» или «Занзибар Бак-Бак Макфейт». История заканчивается заявлением: «она этого не делала, а теперь уже поздно».

### Чего я боялся?
«Чего я боялся?» рассказывает историю о персонаже, который часто встречает пустую пару бледно-зелёных штанов в тёмных и жутких местах. Персонаж, который является рассказчиком, изначально боится штанов, которые могут свободно стоять, несмотря на отсутствие владельца. Однако, когда он кричит и зовёт о помощи, штаны начинают плакать, и он понимает, что «они были так же напуганы, как и он сам!» Пустые штаны и рассказчик становятся друзьями. Это одно из немногих произведений Сьюза в стихах, которое написано  анапестом.

## Распространение НАТО в Боснии
В 1998 году сборник Доктора Сьюза, был переведён НАТО на сербохорватский язык. По плану организации должно было быть произведено 500 000 копий для детей Боснии и Герцеговины как часть кампании для воспитания толерантности. Позже сборник был сокращён до 50 000 копий по цене 120 000 долларов, а также был проведён поиск более подходящего источника финансирования, такого как ОО, частная благотворительная организация или корпорация, поскольку эти расходы не соответствовали плану. Тест «Минимальные военные требования» для получения права на общее финансирование НАТО.

## Влияние
Саймон Синек в своей книге «Начни с почему: Как выдающиеся лидеры вдохновляют действовать» приводит сказку в качестве примера человеческой потребности принадлежать.